# Consort (Musik)
Als Consort bezeichnet man in der Renaissancemusik ein Ensemble aus Musikinstrumenten. Consort-Musik wurde in der Renaissance üblicherweise nicht instrumentenspezifisch notiert, so dass es den Ausführenden überlassen blieb, welche Instrumente konkret zum Einsatz kamen.
Dieser Praxis kam zugute, dass in der Renaissance fast sämtliche Instrumente in kompletten so genannten „Familien“ vom Sopran bis zum Bass gebaut wurden. Die bedeutendsten Instrumentenfamilien für das Consort-Spiel waren die Blockflöte und die Viola da gamba, man spricht daher auch vom Blockflötenconsort oder Gambenconsort. Es war ohne weiteres zulässig, Instrumente aus unterschiedlichen Familien zu verwenden (in England als „broken consort“ bezeichnet).
Gegenwärtige Ensembles, die Consortmusik aufführen:
- Athesinus Consort Berlin
- Barucco Consort
- Clemencic Consort
- Deller Consort
- Hassler-Consort
- Leonhardt-Consort
- Neumeyer Consort
- Phantasm Viol Consort[1]
- Stuttgarter Posaunen Consort[2]
- Walkenried Consort